# بادنهاوزن
بادنهاوزن (به آلمانی: Badenhausen) یک منطقهٔ مسکونی در آلمان است که در باد گروند (هارز) واقع شده‌است. بادنهاوزن ۱٬۸۸۶ نفر جمعیت دارد.